# Estimativas de violência sexual
Estimativas de violência sexual são pesquisas com vítimas de crimes de violência sexual realizadas para estimar a prevalência da violência sexual. A prevalência difere das estatísticas reportadas pelas agências de aplicação da lei devido à figura sombria do crime e à subnotificação dos crimes. As pesquisas usam uma metodologia comum para facilitar a comparabilidade.[carece de fontes?]
As Nações Unidas realizaram pesquisas extensas para determinar o nível de violência sexual em diferentes sociedades. Segundo esses estudos, a porcentagem de mulheres que relatam ter sido vítimas de agressão sexual varia de menos de 2% em locais como La Paz, Bolívia (1,4%), Gaborone, Botswana (0,8%), Pequim, China (1,6%) e Manila, Filipinas (0,3%), a 5% ou mais em Istambul, Turquia (6,0%), Buenos Aires, Argentina (5,8%), Rio de Janeiro, Brasil (8,0%) e Bogotá, Colômbia (5,0%).
A Pesquisa Nacional de Violência contra as Mulheres de 1998, baseada em uma amostra de 8.000 pessoas, estimou que a incidência de estupro era de 1 em 6 para as mulheres e 1 em 33 para os homens, com base em relatos de estupros tentados ou consumados ao longo da vida.
Não foi feita distinção entre estupro cometido por estranhos e por parceiros íntimos. Pesquisas que não fazem essa distinção ou que examinam apenas estupro por estranhos geralmente subestimam a prevalência da violência sexual.
Em 2011, os Centros de Controle e Prevenção de Doenças dos EUA (CDC) constataram que "quase 20% de todas as mulheres" nos Estados Unidos sofreram tentativa de estupro ou estupro em algum momento da vida. Mais de um terço das vítimas foram estupradas antes dos 18 anos.
Além das pesquisas criminais, poucas pesquisas com amostras representativas questionaram mulheres sobre violência sexual. Por exemplo, em uma pesquisa nacional realizada nos Estados Unidos da América, 14,8% das mulheres com mais de 17 anos relataram ter sido estupradas ao longo da vida (com 2,8% a mais relatando estupro tentado) e 0,3% relataram ter sido estupradas no ano anterior. Uma pesquisa com amostra representativa de mulheres de 18 a 49 anos em três províncias da África do Sul constatou que, no ano anterior, 1,3% das mulheres foram forçadas, por meio de violência física ou ameaças verbais, a ter relações sexuais sem consentimento. Em uma pesquisa representativa da população com mais de 15 anos na República Tcheca, 11,6% das mulheres relataram contato sexual forçado ao longo da vida, sendo 3,4% as que relataram que isso ocorreu mais de uma vez. A forma mais comum foi a penetração vaginal forçada.

## Violência sexual por parceiros íntimos

### Iniciação sexual forçada
Estudos, sobretudo na África Subsaariana, indicam que a primeira experiência sexual de meninas às vezes é indesejada e forçada. Em um estudo caso-controle com 191 adolescentes do sexo feminino (idade média de 16,3 anos) atendidas em uma clínica antenatal em Cape Town, África do Sul, e 353 adolescentes não grávidas pareadas por idade e região ou escola, 31,9% dos casos e 18,1% dos controles relataram o uso de força durante a iniciação sexual. Ao serem questionadas sobre as consequências de recusar o sexo, 77,9% dos casos e 72,1% dos controles afirmaram temer ser agredidas se recusassem ter relações.
A iniciação sexual forçada e a coerção na adolescência foram relatadas em vários estudos com jovens de ambos os sexos. Em estudos que incluíram homens e mulheres, a prevalência de estupro ou coerção sexual foi maior entre as mulheres. Por exemplo, quase metade das adolescentes sexualmente ativas em um estudo multinacional no Caribe relataram que sua primeira relação foi forçada, comparado a um terço dos adolescentes homens. Em Lima, Peru, a porcentagem de jovens mulheres com iniciação sexual forçada foi quase quatro vezes maior que a dos homens (40% contra 11%, respectivamente).
Nos Estados Unidos, poucos estudos abordam a iniciação sexual forçada e as estimativas variam. Um estudo com 5.663 mulheres heterossexuais constatou que 12,5% haviam experimentado iniciação forçada. Entre aquelas com 15 anos ou menos na primeira experiência, 22% relataram que a iniciação foi forçada. Na Pesquisa Nacional de Saúde e Vida Social dos EUA de 1992, com mais de 3.400 adultos, mais de 4% das mulheres relataram iniciação sexual coagida.
Em um estudo com mais de 24.000 mulheres, a Organização Mundial da Saúde encontrou as seguintes taxas de iniciação sexual forçada: 30% em uma província de Bangladesh, 24% em uma cidade de Bangladesh, 24% em uma província do Peru, 17% em uma província da Etiópia, 17% em uma província da Tanzânia, 14% em uma cidade tanzaniana, 8% em Samoa, 7% em uma cidade do Peru, 6% em uma cidade da Namíbia, 5% em uma província do Brasil, 4% em uma cidade da Tailândia, 3% em uma cidade do Brasil, 0,7% em uma cidade da Sérvia e Montenegro e 0,4% em uma cidade do Japão. Em todos os locais, exceto na Etiópia, quanto menor a idade na primeira experiência sexual, maior a chance de ter sido forçada.

### Estupro em grupo
O estupro em grupo, ou estupro coletivo, ocorre quando um grupo participa do estupro de uma única vítima. O estupro envolvendo dois ou mais agressores é relatado em diversas partes do mundo.

### Tráfico sexual
A cada ano, centenas de milhares de mulheres e meninas em todo o mundo são compradas e vendidas para a prostituição ou para a escravidão sexual. Internacionalmente, os destinos mais comuns para as vítimas de tráfico são a Tailândia, Japão, Israel, Bélgica, Holanda, Alemanha, Itália, Turquia e os Estados Unidos, segundo um relatório do United Nations Office on Drugs and Crime (UNODC).
Pesquisas no Quirguistão estimaram que cerca de 4.000 pessoas foram traficadas do país em 1999, com os principais destinos sendo China, Alemanha, Cazaquistão, Federação Russa, Turquia e Emirados Árabes Unidos. Dentre os traficados, 62% relataram ter sido forçados a trabalhar sem remuneração, e mais de 50% relataram ter sofrido abusos físicos ou tortura por parte dos empregadores.
Um relatório da Organização Mundial Contra a Tortura (OMCT) sugeriu que mais de 200.000 mulheres de Bangladesh foram traficadas entre 1990 e 1997. Mais de 200.000 meninas nepalesas foram traficadas para áreas de luz vermelha na Índia, e há relatos de tráfico de mulheres tailandesas para o Japão. O tráfico de mulheres também ocorre internamente em alguns países, geralmente das áreas rurais para as cidades.
Nos últimos anos, o tráfico humano se agravou na Europa, onde mulheres da Europa Oriental, bem como da Ásia, África e América Latina são traficadas para a Europa Ocidental. Nos Países Baixos, estima-se que existam de 1.000 a 7.000 vítimas de tráfico por ano. A maioria das investigações policiais relaciona-se a negócios sexuais legais, com todos os setores da prostituição representados, mas os bordéis de janela são particularmente super-representados. Em 2008, foram registradas 809 vítimas de tráfico, das quais 763 eram mulheres e pelo menos 60% foram forçadas a trabalhar na indústria do sexo. Todas as vítimas na Hungria eram mulheres e foram forçadas à prostituição.
Das 8.000 a 11.000 prostitutas de Amsterdam, mais de 75% são oriundas da Europa Oriental, África e Ásia, segundo uma ex-prostituta que elaborou um relatório sobre o comércio sexual na cidade em 2008. Um artigo do Le Monde em 1997 apontou que 80% das prostitutas nos Países Baixos eram estrangeiras e 70% não possuíam documentos de imigração. Em 2020, jornalistas investigativos do Argos e Lost in Europe descobriram que o governo holandês sabia há mais de cinco anos que crianças vietnamitas desapareciam de abrigos protegidos, o que gerou temores de tráfico. Em 2015, o Argos informou que quatro meninas vietnamitas sumiram de um abrigo, carregando malas marrons da mesma marca, "muito dinheiro e telefones sem chip"; duas delas possuíam "lingerie sexy" na bagagem.
Na Alemanha, o tráfico de mulheres da Europa Oriental é frequentemente organizado por pessoas da mesma região. A Polícia Federal Alemã (BKA) relatou em 2006 357 investigações concluídas de tráfico humano, com 775 vítimas. Trinta e cinco por cento dos suspeitos eram alemães nascidos na Alemanha e 8% cidadãos alemães nascidos no exterior.
A América do Norte também é destino importante para o tráfico internacional. Um estudo realizado sob os auspícios da Central Intelligence Agency dos EUA estimou que de 45.000 a 50.000 mulheres e crianças são traficadas anualmente para os Estados Unidos. Mais de 150 casos foram processados entre 1996 e 1999 pelo United States Department of Justice. Em 2004, a Polícia Montada Real do Canadá (RCMP) estimou que de 600 a 800 pessoas são traficadas para o Canadá anualmente, e outras 1.500 a 2.200 são traficadas através do Canadá para os Estados Unidos. No Canadá, o tráfico de estrangeiros para prostituição é avaliado em US$ 400 milhões por ano.

### Violência sexual contra trabalhadores do sexo
Independentemente de serem traficados ou não, trabalhadores do sexo estão em alto risco de violência física e sexual, especialmente onde o trabalho sexual é ilegal. Uma pesquisa com trabalhadoras do sexo em Leeds, Inglaterra, e em Glasgow e Edinburgh, Escócia, revelou que 30% foram esbofeteadas, socadas ou pontapeadas por um cliente durante o trabalho, 13% foram espancadas, 11% foram estupradas e 22% sofreram tentativa de estupro. Apenas 34% das que sofreram violência por parte de um cliente denunciaram o fato à polícia.
Uma pesquisa com trabalhadores do sexo em Bangladesh revelou que 49% das mulheres foram estupradas e 59% espancadas pela polícia no ano anterior; os homens relataram níveis muito mais baixos de violência. Na Etiópia, um estudo com trabalhadores do sexo também constatou altas taxas de violência física e sexual por parte dos clientes, especialmente contra trabalhadores do sexo menores de idade.

### Stalking
A vitimização por stalking envolve um padrão de táticas de assédio ou ameaças empregadas por um agressor, de forma indesejada e que causa medo ou preocupação com a segurança da vítima. Segundo a pesquisa The National Intimate Partner and Sexual Violence Survey de 2015, 1 em cada 6 mulheres nos EUA foi vítima de stalking em algum momento da vida, e cerca de 1 em cada 17 homens também foi vítima.

## Violência sexual em escolas, estabelecimentos de saúde, conflitos armados, prisões e contextos de refugiados

### Escolas
Para muitas jovens, o local mais comum para a experiência de coerção sexual e assédio é a escola. Em um caso extremo de violência em 1991, 71 adolescentes foram estupradas por colegas e 19 outras foram mortas em um internato em Meru, Quênia. Embora boa parte das pesquisas nessa área venha da África, não está claro se isso reflete uma prevalência especialmente alta do problema ou se é apenas fruto de maior visibilidade na região.
O assédio de meninas por meninos provavelmente é um problema global.[carece de fontes?] No Canadá, por exemplo, 23% das meninas relataram ter sofrido assédio sexual na escola. Uma pesquisa de 2007, realizada pelo National Institute of Justice, constatou que 19,0% das mulheres universitárias e 6,1% dos homens universitários sofreram agressão sexual ou tentativa de agressão desde o ingresso na faculdade. Em 2017, na University of Pennsylvania Law Review, D. Tuerkheimer revisou a literatura sobre alegações de estupro e relatou problemas envolvendo a credibilidade das vítimas, evidenciando que as autoridades tendem a desacreditar as denúncias, o que prejudica investigações e resultados judiciais. Segundo dados dos Centers for Disease Control and Prevention, 1 em cada 5 mulheres (e 1 em 71 homens) será estuprada durante a vida. Apesar de a prevalência do estupro e a raridade de denúncias falsas, a descrença em relação às vítimas é comum. O United States Department of Justice estimou que, de 2005 a 2007, cerca de 2% das vítimas de estupro enquanto incapacitadas (por drogas, álcool ou outros motivos) denunciaram o crime à polícia, em comparação a 13% das vítimas de agressão sexual física.
Pesquisas na África destacaram o papel dos professores na facilitação ou prática de coerção sexual. Um relatório da Africa Rights apontou casos de professores que tentavam obter relações sexuais em troca de boas notas ou para não reprovarem alunos, em países como a República Democrática do Congo, Ghana, Nigéria, Somália, África do Sul, Sudão, Zâmbia e Zimbabwe. Uma pesquisa nacional recente na África do Sul que abordou a experiência de estupro antes dos 15 anos identificou que professores eram responsáveis por 32% dos estupros infantis divulgados. No Zimbabwe, um estudo retrospectivo de casos de abuso sexual infantil entre 1990 e 1997 constatou altas taxas de abuso sexual cometido por professores em escolas rurais, com a maioria das vítimas sendo meninas de 11 a 13 anos, tendo a penetração sido o tipo mais prevalente de abuso.
Em uma pesquisa de 2002, a AAUW relatou que 38% dos alunos que foram assediados foram abordados por professores ou outros funcionários da escola. Uma pesquisa com estudantes de psicologia apontou que 10% tiveram interações sexuais com seus educadores; por sua vez, 13% dos educadores relataram ter tido interações sexuais com alunos. Uma pesquisa nacional realizada para a American Association of University Women Educational Foundation, em 2000, constatou que aproximadamente 290.000 alunos sofreram algum tipo de abuso sexual físico por funcionário de escola pública entre 1991 e 2000. Um estudo de 2004, encomendado pelo U.S. Department of Education, revelou que quase 10% dos estudantes de escolas públicas dos EUA foram alvos de atenção sexual por parte de funcionários. Charol Shakeshaft, pesquisadora da área, afirmou que o abuso sexual em escolas públicas "provavelmente é mais de 100 vezes o abuso cometido por padres".
Uma análise secundária de pesquisas realizadas para a AAUW com uma amostra representativa de 2.064 alunos do 8º ao 11º ano, em 2000, mostrou que 9,6% relataram abuso sexual por parte de educadores. Os alunos foram questionados sobre a frequência de 14 comportamentos que constituem assédio sexual, indicando quem os praticava (alunos, professores, funcionários). O assédio sexual não físico (como piadas de cunho sexual) foi mais comum que o abuso físico (8,7% contra 6,7%). Meninas relataram assédio de educadores com maior frequência que meninos (10,3% contra 8,8%). Entre os alunos, 12,3% dos negros, 12,2% dos latinos, 8,4% dos brancos e 1,8% dos asiáticos indicaram ter sofrido assédio sexual por parte de professores. Em 1995, o CDC repetiu parte deste estudo com 8.810 alunos em 138 campi universitários, constatando que 20% das mulheres e 4% dos homens haviam sofrido estupro ao longo da vida.
Nos campi, o álcool tem sido apontado como fator relevante para a agressão sexual. Estima-se que 1 em cada 5 mulheres sofra algum tipo de agressão, e que, entre essas, 50–75% tiveram o agressor, a vítima ou ambos consumindo álcool antes do ataque. Além disso, a incapacidade de consentir quando intoxicada e a hesitação de testemunhas em intervir devido à própria embriaguez ou à da vítima também influenciam os índices de agressão.

### Estabelecimentos de saúde
A violência sexual contra pacientes em serviços de saúde foi relatada em diversos locais. Um estudo com médicos punidos por infrações sexuais nos Estados Unidos constatou que o número de casos aumentou de 42 em 1989 para 147 em 1996, com a proporção de ações disciplinares relacionadas a sexo passando de 2,1% para 4,4% no mesmo período. Este aumento pode refletir, entretanto, uma maior disposição para registrar denúncias.
Outras formas documentadas de violência sexual contra pacientes do sexo feminino incluem o envolvimento do pessoal médico na prática de clitoridectomia no Egito, exames ginecológicos forçados e a ameaça de abortos forçados na China, e inspeções de virgindade na Turquia. A violência sexual é parte de um problema mais amplo de violência contra pacientes mulheres perpetrada por trabalhadores da saúde, que foi relatado em um grande número de países e, até recentemente, foi bastante negligenciado. O assédio sexual de enfermeiras por médicos também foi relatado.

### Conflitos armados e contextos de refugiados
O estupro tem sido utilizado como estratégia em muitos conflitos, inclusive na Coreia durante a Segunda Guerra Mundial e em Bangladesh durante a guerra de independência, bem como em diversos conflitos armados, como em Argélia, Índia (Caxemira), Indonésia, Libéria, Ruanda e Uganda. Em alguns conflitos armados – por exemplo, nos de Ruanda e nos estados da antiga Iugoslávia – o estupro foi utilizado como estratégia deliberada para subverter os laços comunitários e, assim, atingir o inimigo percebido, além de servir como ferramenta de limpeza étnica.
Em Timor Leste, houve relatos de violência sexual extensiva contra mulheres por parte do exército indonésio. Um estudo em Monróvia, Libéria, constatou que mulheres com menos de 25 anos tinham maior probabilidade de relatar tentativa de estupro e coerção sexual durante o conflito (18% comparado a 4%). Mulheres forçadas a cozinhar para uma facção em guerra estavam em risco significativamente maior.
Outra consequência inevitável dos conflitos armados é a desorganização econômica e social que pode forçar um grande número de pessoas à prostituição, uma observação que se aplica igualmente à situação dos refugiados, seja por estarem fugindo de conflitos armados ou de desastres naturais, como enchentes, terremotos ou tempestades intensas.
Refugiados que fogem de conflitos e outras condições ameaçadoras frequentemente correm risco de estupro em seu novo ambiente. Dados do Alto Comissariado das Nações Unidas para Refugiados, por exemplo, indicaram que, entre as pessoas que fugiram de barco do Vietnã no final dos anos 1970 e início dos anos 1980, 39% das mulheres foram sequestradas ou estupradas por piratas enquanto estavam no mar – um número que provavelmente é subestimado.
Em muitos campos de refugiados, inclusive em locais como o Quênia e a República Unida da Tanzânia, o estupro tem se mostrado um problema importante.

### Por mulheres
Segundo Lara Stemple, Andrew Flores e Ilan H Meyer, quando, nos Estados Unidos, são contabilizados os casos em que a vítima é forçada a penetrar o agressor contra sua vontade, mulheres e homens sofrem sexo não consensual em taxas semelhantes. Em 68,6% dos casos, os homens relatam agressores do sexo feminino. Isso não aparece nas estatísticas de estupro do Center for Disease Control porque este define estupro como ser penetrado contra a própria vontade. Homens têm mais probabilidade de serem forçados a penetrar alguém contra a sua vontade do que de serem penetrados contra a própria vontade. Em 79,2% dos casos em que os homens são forçados a penetrar outra pessoa contra sua vontade, estes relatam agressores do sexo feminino.

## Formas costumeiras de violência sexual

### Casamento infantil
O casamento é frequentemente utilizado para legitimar diversas formas de violência sexual contra as mulheres. A prática de casar crianças pequenas, especialmente meninas, é encontrada em muitas partes do mundo. Essa prática é legal em vários países e constitui uma forma de violência sexual, uma vez que as crianças envolvidas não podem dar ou negar seu consentimento. A maioria delas sabe pouco ou nada sobre sexo antes do casamento; por isso, frequentemente teme a relação e seus primeiros encontros sexuais são frequentemente forçados.
O casamento precoce é mais comum na África e no Sul da Ásia, embora também ocorra no Oriente Médio, em partes da América Latina e da Europa Oriental. Em Etiópia e em partes da África Ocidental, por exemplo, casar aos 7 ou 8 anos não é incomum. Na Nigéria, a idade média para o primeiro casamento é de 17 anos, mas no Estado de Kebbi, no norte da Nigéria, a idade média para o primeiro casamento é pouco superior a 11 anos. Altas taxas de casamento infantil também foram relatadas na República Democrática do Congo, Mali, Níger e Uganda.
No Sul da Ásia, o casamento infantil é especialmente comum em áreas rurais, mas também ocorre em áreas urbanas. No Nepal, a idade média para o primeiro casamento é de 19 anos. Sete por cento das meninas, contudo, casam-se antes dos 10 anos e 40% antes dos 15 anos. Na Índia, a mediana da idade para o primeiro casamento para mulheres é de 16,4 anos. Uma pesquisa com 5.000 mulheres no estado indiano de Rajasthan constatou que 56% das mulheres casaram-se antes dos 15 anos e, dentre estas, 17% casaram-se antes dos 10 anos. Outra pesquisa, realizada no estado de Madhya Pradesh, verificou que 14% das meninas casaram-se entre 10 e 14 anos.
Em outros locais, por exemplo na América Latina, idades precoces para o primeiro casamento foram relatadas em Cuba, Guatemala, Honduras, México e Paraguai. Na América do Norte e na Europa Ocidental, menos de 5% dos casamentos envolvem meninas com menos de 19 anos (por exemplo, 1% no Canadá, Suíça e no Reino Unido, 2% na Bélgica e Alemanha, 3% na Espanha e 4% nos Estados Unidos.

### Outros costumes que levam à violência
Não há estimativas globais confiáveis para a prevalência de maus-tratos infantis. Dados para muitos países, especialmente de baixa e média renda, são escassos. As estimativas atuais variam amplamente conforme o país e o método de pesquisa utilizado. Aproximadamente 20% das mulheres e 5–10% dos homens relatam ter sido abusados sexualmente na infância, enquanto 25–50% de todas as crianças relatam ter sofrido abuso físico.
Em muitos locais, existem costumes além do casamento infantil que resultam em violência sexual contra mulheres. No Zimbabwe, por exemplo, há o costume de ngozi, pelo qual uma menina pode ser entregue a uma família como compensação por uma morte de um homem causada por um membro da família da menina. Ao atingir a puberdade, espera-se que a menina mantenha relações sexuais com o irmão ou pai do falecido, para produzir um filho que substitua aquele que morreu. Outro costume é o chimutsa mapfiwa, segundo o qual, quando uma mulher casada morre, sua irmã é obrigada a substituí-la no lar conjugal. A prática da widow inheritance foi ou é praticada por muitas culturas; quando um homem morria, sua viúva era forçada a casar-se com um de seus irmãos.

## Por país
As estatísticas anuais registradas de vítimas de violência sexual por 100.000 habitantes são apresentadas abaixo para os países disponíveis para o último ano disponível, conforme relatado pela aplicação da lei. A definição de violência sexual e os tipos de agressor podem diferir entre os países.

| País                  | Sexo da vítima | Tipo de agressor | Tipo de agressor                    | Tipo de agressor         | Tipo de agressor | Ano  |
| País                  | Sexo da vítima | Doméstico        | Não doméstico Conhecido pela vítima | Desconhecido pela vítima | Não conhecido    | Ano  |
| --------------------- | -------------- | ---------------- | ----------------------------------- | ------------------------ | ---------------- | ---- |
| Albânia               | Feminino       | 0.1              | -                                   | -                        | -                | 2018 |
| Albânia               | Masculino      | 0.1              | 0.8                                 | 0.1                      | 6.2              | 2018 |
| Antígua e Barbuda     | Feminino       | -                | -                                   | -                        | -                | 2018 |
| Antígua e Barbuda     | Masculino      | 4.6              | 22.6                                | -                        | 69.2             | 2022 |
| Austrália             | Feminino       | 78.8             | -                                   | -                        | -                | 2022 |
| Austrália             | Masculino      | 9.7              | -                                   | -                        | -                | 2022 |
| Áustria               | Feminino       | 18.6             | 47.3                                | 24.6                     | 2.0              | 2022 |
| Áustria               | Masculino      | 3.8              | 5.9                                 | 3.8                      | 0.2              | 2022 |
| Azerbaijão            | Feminino       | 0.0              | -                                   | -                        | 0.7              | 2020 |
| Azerbaijão            | Masculino      | -                | -                                   | -                        | 0.5              | 2020 |
| Bahamas               | Feminino       | 13.1             | 22.9                                | 11.2                     | 0.0              | 2022 |
| Bahamas               | Masculino      | 2.6              | 0.5                                 | 0.0                      | 0.0              | 2022 |
| Belize                | Feminino       | 19.8             | 1.0                                 | 51.6                     | 0.0              | 2022 |
| Belize                | Masculino      | 0.5              | 0.0                                 | 1.0                      | 0.0              | 2022 |
| Bolívia               | Feminino       | 58.1             | 6.5                                 | 55.6                     | 45.8             | 2018 |
| Bolívia               | Masculino      | 2.3              | 0.1                                 | 2.5                      | 2.0              | 2022 |
| Canadá                | Feminino       | 69.1             | 78.4                                | 26.9                     | 0.2              | 2022 |
| Canadá                | Masculino      | 7.4              | 12.4                                | 4.6                      | 0.0              | 2022 |
| Colômbia              | Feminino       | 3.1              | 0.8                                 | 0.0                      | 20.4             | 2022 |
| Colômbia              | Masculino      | 0.2              | 0.1                                 | 0.0                      | 2.7              | 2022 |
| Croácia               | Feminino       | 13.2             | 9.7                                 | 2.9                      | 6.7              | 2022 |
| Croácia               | Masculino      | 0.9              | 0.7                                 | 0.2                      | 0.7              | 2022 |
| Chéquia               | Feminino       | 6.6              | 11.0                                | 0.0                      | 11.3             | 2022 |
| Chéquia               | Masculino      | 0.5              | 3.6                                 | 0.0                      | 1.7              | 2022 |
| Dinamarca             | Feminino       | -                | -                                   | -                        | 176.6            | 2022 |
| Dinamarca             | Masculino      | -                | -                                   | -                        | 20.8             | 2022 |
| El Salvador           | Feminino       | 14.9             | 5.0                                 | 168.7                    | -                | 2022 |
| El Salvador           | Masculino      | 1.0              | 0.0                                 | 18.1                     | -                | 2022 |
| England and Wales     | Feminino       | 0.6              | -                                   | -                        | -                | 2021 |
| England and Wales     | Masculino      | 0.1              | -                                   | -                        | -                | 2021 |
| Finlândia             | Feminino       | 11.4             | -                                   | -                        | 121.8            | 2022 |
| Finlândia             | Masculino      | 1.4              | -                                   | -                        | 11.9             | 2022 |
| França                | Feminino       | 62.7             | -                                   | -                        | 164.4            | 2022 |
| França                | Masculino      | 8.5              | -                                   | -                        | 26.1             | 2022 |
| Alemanha              | Feminino       | 19.2             | 43.4                                | 37.7                     | 9.1              | 2022 |
| Alemanha              | Masculino      | 2.5              | 6.8                                 | 4.6                      | 2.2              | 2022 |
| Grécia                | Feminino       | -                | -                                   | 0.1                      | -                | 2020 |
| Grécia                | Masculino      | -                | -                                   | -                        | -                | 2020 |
| Guatemala             | Feminino       | 0.1              | -                                   | -                        | -                | 2020 |
| Guatemala             | Masculino      | 0.0              | -                                   | -                        | 20.1             | 2020 |
| Guiana                | Feminino       | 66.6             | 10.9                                | 0.0                      | 0.0              | 2022 |
| Guiana                | Masculino      | 8.1              | 3.8                                 | 0.0                      | 0.0              | 2022 |
| Honduras              | Feminino       | 11.8             | 4.2                                 | 0.0                      | -                | 2022 |
| Honduras              | Masculino      | 1.0              | 0.4                                 | 0.0                      | 4.6              | 2022 |
| Hungria               | Feminino       | 4.0              | 3.1                                 | 1.3                      | 0.0              | 2022 |
| Hungria               | Masculino      | 0.5              | 1.8                                 | 0.2                      | 0.0              | 2022 |
| Irlanda               | Feminino       | 11.8             | 13.9                                | 3.8                      | 1.5              | 2022 |
| Irlanda               | Masculino      | 1.2              | 1.8                                 | 0.2                      | 0.3              | 2022 |
| Itália                | Feminino       | -                | -                                   | -                        | 17.6             | 2022 |
| Itália                | Masculino      | -                | -                                   | -                        | 2.0              | 2022 |
| Quirguistão           | Feminino       | 0.9              | 9.1                                 | 4.8                      | -                | 2020 |
| Quirguistão           | Masculino      | -                | -                                   | -                        | -                | 2020 |
| Letónia               | Feminino       | 6.9              | 8.8                                 | 2.7                      | 1.6              | 2020 |
| Letónia               | Masculino      | 1.5              | 0.8                                 | 0.8                      | 0.3              | 2020 |
| Lituânia              | Feminino       | 1.9              | 2.5                                 | 1.6                      | 0.5              | 2022 |
| Lituânia              | Masculino      | 0.1              | 0.5                                 | 0.3                      | 0.4              | 2022 |
| México                | Feminino       | 22.8             | 12.4                                | 25.2                     | 40.3             | 2021 |
| México                | Masculino      | 2.6              | 1.3                                 | 3.8                      | 11.2             | 2022 |
| Mongólia              | Feminino       | 0.8              | 24.2                                | 4.7                      | 0.0              | 2018 |
| Mongólia              | Masculino      | 0.0              | 0.1                                 | 0.0                      | 0.0              | 2018 |
| Marrocos              | Feminino       | 0.5              | 0.5                                 | 1.7                      | 6.2              | 2022 |
| Marrocos              | Masculino      | 0.2              | 0.2                                 | 0.8                      | 2.7              | 2022 |
| Myanmar               | Feminino       | 0.1              | 0.3                                 | 0.0                      | -                | 2022 |
| Myanmar               | Masculino      | 0.0              | 0.0                                 | 0.0                      | -                | 2018 |
| Nova Zelândia         | Feminino       | 20.2             | 20.7                                | 10.4                     | 136.0            | 2018 |
| Nova Zelândia         | Masculino      | 1.8              | 3.7                                 | 1.1                      | 21.0             | 2018 |
| Noruega               | Feminino       | -                | -                                   | -                        | 142.0            | 2022 |
| Noruega               | Masculino      | -                | -                                   | -                        | 20.0             | 2022 |
| Omã                   | Feminino       | 0.3              | 3.9                                 | 0.0                      | 0.0              | 2018 |
| Omã                   | Masculino      | 0.1              | 1.9                                 | 0.0                      | 0.0              | 2018 |
| Panamá                | Feminino       | 9.8              | 1.2                                 | 0.0                      | -                | 2020 |
| Panamá                | Masculino      | 0.7              | 0.1                                 | 0.0                      | 10.7             | 2020 |
| Polónia               | Feminino       | -                | -                                   | -                        | 14.0             | 2022 |
| Polónia               | Masculino      | -                | -                                   | -                        | 3.3              | 2022 |
| Roménia               | Feminino       | 6.5              | -                                   | -                        | -                | 2022 |
| Roménia               | Masculino      | 0.5              | -                                   | -                        | -                | 2022 |
| São Cristóvão e Nevis | Feminino       | 8.1              | 40.6                                | 40.6                     | 129.8            | 2022 |
| São Cristóvão e Nevis | Masculino      | 4.3              | 0.0                                 | 0.0                      | 0.0              | 2022 |
| Eslováquia            | Feminino       | 0.0              | -                                   | 17.9                     | -                | 2022 |
| Eslováquia            | Masculino      | 0.5              | 0.4                                 | 1.6                      | 0.4              | 2022 |
| Eslovénia             | Feminino       | 6.4              | 8.1                                 | 6.3                      | 0.0              | 2022 |
| Eslovénia             | Masculino      | 0.8              | 1.2                                 | 0.3                      | 0.0              | 2022 |
| Espanha               | Feminino       | 8.1              | 6.6                                 | 33.3                     | 9.8              | 2022 |
| Espanha               | Masculino      | 0.8              | 1.0                                 | 5.1                      | 1.4              | 2022 |
| Suécia                | Feminino       | 43.4             | 65.5                                | 87.8                     | 164.2            | 2022 |
| Suécia                | Masculino      | 2.0              | 5.1                                 | 7.9                      | 23.7             | 2022 |
| Suíça                 | Feminino       | 18.4             | 18.6                                | 9.8                      | 9.6              | 2022 |
| Suíça                 | Masculino      | 2.0              | 3.3                                 | 1.7                      | 1.5              | 2022 |
| Venezuela             | Feminino       | 0.5              | 0.0                                 | 2.5                      | 1.4              | 2018 |
| Venezuela             | Masculino      | 0.1              | 0.0                                 | 0.3                      | 0.2              | 2018 |